# Попова, Анастасия Макаровна
Анастасия Макаровна Попова (1906—1989) — сельскохозяйственный деятель, Герой Социалистического Труда (1949).

## Биография
Анастасия Попова родилась 23 января 1906 года на хуторе Дачный (ныне — в черте города Сватово Луганской области Украины). После окончания начальной школы работала в родительском хозяйстве. С 1929 года работала в колхозе «20-летие Октября», была полеводом, затем звеньевой полеводческой бригады. Пережила оккупацию.
После освобождения продолжала руководить полеводческим звеном, насчитывавшим кроме неё 5 человек. Звено стало одним из лучших в колхозе. Несмотря на исключительно тяжёлые условия послевоенного времени, оно успешно получало высокие урожаи. В 1948 году с каждого из 24 гектаров звено Поповой получило по 31,3 центнеров пшеницы.
Указом Президиума Верховного Совета СССР от 19 апреля 1949 года Анастасия Попова была удостоена высокого звания Героя Социалистического Труда с вручением ордена Ленина и золотой медали «Серп и Молот».
Продолжала работать звеньевой. Выйдя на пенсию, проживала в посёлке Ружаны Пружанского района Брестской области Белорусской ССР. Скончалась 28 июля 1989 года, похоронена в Ружанах.
Была также награждена рядом медалей.